# موکشا (گروه موسیقی)
موکشا پروژه جانبی نوازنده سینتسایزر و کیبورد٫ کریستوفر لنوکس-اسمیت از گروه آزریک تنتکلز است. موکشا در سال ۱۹۸۹ آلبومی با نام موکشا منتشر کرد که این آلبوم در آپارتمان جویی هینتون (دیگر نوازنده سینتسایزر و کیبورد آزریک تنتکلز) ضبط شده بود.